# Moraine Bluff
Das Moraine Bluff ist ein 930 m hohes Felsenkliff an der Hillary-Küste im Süden des ostantarktischen Viktorialands. Es ragt nördlich des Red Dike Bluff an der Ostflanke des Skelton-Gletschers auf.
Die neuseeländische Mannschaft der Commonwealth Trans-Antarctic Expedition (1955–1958) nahm 1957 Vermessungen und die Benennung vor. Namensgebend ist ein Moränenstreifen, der sich von der Basis des Kliffs in den Skelton-Gletscher erstreckt.